# Rođenje Venere (Akademizam)
Slike izložene na pariškim Salonima predstavljale su manji dio radova podvrgnutih sudu strogog žirija, kojemu je važnije bilo zadovoljavanje akademskih standarda nego kreativnosti. Zato je tema, kao Rođenje Venere, smatrana dolična i neputena jer je posuđena iz mitologije, bila veoma česta. Na Salonu des Refugés 1863. god. bile su izložene dvije takve slike, jedna Eugènea-Emmanuela Amaury-Duvala i druga, koju je kupio sam car Napoleon III., Alexandrea Cabanela.
Ovi "pompiers" slikari su bili oduševljeni detaljima i anatomskom preciznošću kojom su otklanjali svaku nejasnoću i bilo kakav nagovještaj osjećaja ili drame. Njihove Venere nemaju individualnih karaktera, uvijek su lijepo oblikovani, meki i zaobljeni, puteni i ujedno materinski. Oni su predstavljali ideal žene kao utjelovljenja užitka, uzdignute na razinu estetske i moralne visine po ukusu francuskog Drugog Carstva koje je bilo sklono razbludnosti, putenošću i raskošnom životu. 
Najslavnija slika "Rođenje Venere" iz ovog razdoblja je djelo Williama-Adolphea Bouguereaua iz 1879. god. koja podsjeća na Ingresov rad.

## Poveznice
- Rođenje Venere (Botticelli)
- Rođenje Venere (Ingres)